# Canal 13 (Аргентина)
«Canal 13» (более известный под своим товарным знаком «El Trece», а также как просто eltrece) — аргентинский телевизионный канал, вещающий из города Буэнос-Айреса. Канал начал вещание 1 октября 1960 года, а с 1989 года он принадлежит компании Arte Radiotelevisivo Argentino (Artear), входящей в крупнейшую аргентинскую телекоммуникационную группу Clarín. У канала есть международная версия — El Trece Internacional.

## История

### Первые годы
В апреле 1958 года президент Аргентины Педро Эухенио Арамбуру своим Указом № 6287/58 предоставил группе частных лиц лицензии на вещание по 9, 11 и 13 каналам в Буэнос-Айресе.
«Канал 13» был передан телекомпании «Рио-де-ла-Плата ТВ» (Río de la Plata TV), связанной с партией Гражданский радикальный союз народа, рядом общественных организаций и несколькими землевладельцами. Получив лицензию, «Рио-де-ла-Плата ТВ» в партнёрстве с американским консорциумом «Си-би-эс» / Time-Life сформировала компанию Proartel, при этом 20 % акций принадлежали аргентинской стороне, а 80 % — американской, хотя аргентинское законодательство запрещает давать телевизионные лицензии иностранным компаниям. Директором и главным продюсером канала стал Гоар Местре.
Телеканал начал вещание 1 октября 1960 года. В 1963 году был переименован в «Канал 13».
В 1969 году на «Канале 13» прошли первые испытания по цветопередаче. Этот частный опыт осуществлялся вне графика коммерческой передачи при участии технических специалистов и инженеров канала, а также с использованием оборудования фирмы Sony. Лишь в ночь на 1 мая 1980 года телеканалу было разрешено транслировать программы с полихромией в системе PAL-N.
Местре управлял «Каналом 13» до 1 августа 1974 года, до вмешательства правительства Исабель Перон.

### Прекращение лицензии
Поскольку законность концессии (создания) «Канала 13» была поставлена под сомнение, президент Артуро Ильиа (Указ № 5490/65) и диктатор Алехандро Агустин Лануссе (Указ № 6708/72) установили дату истечения срока действия лицензий на 28 апреля 1973 года, через пятнадцать лет после их выдачи. Несмотря на это, правительство Лануссе не запустило никакой процедуры по выдаче новых лицензий, поэтому пять каналов продолжали работать в подобной нестандартной ситуации более года. Временный президент Рауль Альберто Ластири Указом № 1761/73 объявил, что срок действия лицензий истёк. 1 августа 1974 года государство возобновило управление пятью каналами, лицензии которых были аннулированы в 1973 году, включая «Канал 13». Согласно правительственному проекту президента Исабель Перон, каналы должны были отойти от модели финансирования частными группами с целью получения прибыли, установленной диктатурой, а вместо этого организовать европейскую модель — с сильным присутствием государства и гражданского общества. Однако диктатура, пришедшая к власти в 1976 году, прервала этот процесс.
В ходе «процесса национальной реорганизации» (так себя обозначала последняя военная диктатура, правившая в Аргентине с 1976 по 1983 год) управление каналом осуществлялось Военно-морскими силами. После восстановления в стране демократического режима руководство канала вновь стало гражданским, однако сам он сохранил статус государственного.

### Пожар
2 июля 1980 года в 19 часов на третьем этаже главного здания канала начался пожар, который распространился в разные части строения. Благодаря оперативному вмешательству 80 пожарных бригад огонь удалось побороть, причём вещание канал не прерывал. Жертв не было, но пожар нанёс значительный материальный ущерб. На следующий день передачи «Канала 13» стали снимать в разных местах и строениях, арендованных каналом. Так, программа «Обед с Миртой Легран» транслировалась из ресторана La Rueda, расположенном на пересечении улиц Кочабамба и Сальта в нескольких кварталах от главного здания канала.

### Реприватизация
В декабре 1989 года тендер на управление «Каналом 13» выиграла компания Arte Radiotelevisivo Argentino (Artear), владевшая контрольным пакетом акций «Аргентинского графического издательства» — Arte Gráfico Editorial Argentino S.A (AGEA), а также редакцией газеты «Клари́н» и принадлежащей ей мультимедийной группы. Artear была основана Гоаром Местре в 1989 году для участия в тендерах на управление каналами 11 и 13 Буэнос-Айреса (принадлежавших государству); 22 декабря 1989 года Artear была вручена лицензия LS 85 TV Canal Trece, подтверждающая владение этим каналом.

### 1990-е годы
Новая телекомпания стала позиционировать себя как канал со вторым охватом аудитории в Буэнос-Айресе, традиционно конкурирующим с Telefe. В 1990-е годы у канала появилась обширная аудитории благодаря широкому охвату тем — здесь выходили программы с политическим юмором, шоу культурной тематики, детские программы и популярные сериалы.
С 1995 года сеть вступила в ассоциацию с независимым производителем программ Pol-ka Producciones, принадлежащим актёру и продюсеру Адриану Суару, который в 2002 году стал программным директором канала.
31 декабря 1999 года совместно с несколькими мировыми телеканалами «Канал 13» принял участие в международной акции «День тысячелетия» — первой и единственной глобальной телепрограмме, вышедшей в формате высокой чёткости. «Канал 13» запустил в эфир 26-часовую программу, в которой в дополнение к кадрам празднования прихода тысячелетия (на самом деле новое тысячелетие началось в 2001 году) в разных частях планеты добавил свои сюжеты из разных уголков Аргентины — с водопадов Игуасу, ледника Перито-Морено и Ушуаи, что могли лицезреть миллионы людей по всему миру.

### 2000-е годы
В 2004 году на канале вышел первый мини-сериал Аргентины в высоком разрешении.
В 2005 году, в связи с переходом из Telefe всех программ Марсело Тинелли на «Канал 9», «Канал 13» потерял часть аудитории, опустившись на третье место в эфирном рейтинге с понедельника по пятницу.
Во второй половине года популярность «Канала 13» стала вновь расти в связи с выходом в эфир развлекательного шоу Диего Армандо Марадоны — La Noche del 10. В декабре Artear приобрёл 30 % акций компании продюсера Марсело Тинелли, Ideas del Sur. В 2006 году общее количество зрителей телеканал увеличилось, а появление в сетке программ Тинелли оказало на это большое влияние. В том же году зрители увидели сериал «Ты — моя жизнь» с Наталией Орейро и Факундо Араной в главных ролях.
В сезоне 2007/2008 в эфир вышли популярнейшие сериалы, в том числе Son de Fierro. На протяжении пяти месяцев «Канал 13» лидировал в рейтинге, завершив 2007 год на втором месте. В первой половине 2008 года канал вновь захватил лидерство по зрительской аудитории, а затем его опять обошёл Telefe.
В апреле 2008 года, после нескольких неудачных попыток, канал запустил собственный международный сигнал. Его вещание осуществляется более чем 20 странах по кабельному телевидению, а также посредством спутникового сигнала.

### 2010-е годы
По итогам 2010 и 2011 годов «Каналу 13» удалось опережать Telefe и занимать первое место по общему числу зрителей, чего не было в течение 20 лет. С 2012 года телеканал вернулся на 2-е место, оставаясь на нём до настоящего времени.
В полдень 31 января 2016 года в здании Artear в районе Конститусьон произошёл пожар. Это привело к полной эвакуации офисов. Никто не получил серьёзных повреждений. Источник пожара находился в подсобном помещении, что могло повлиять на некоторые строения и офисы внутри здания. Канал вернулся в эфир в 16:14. Однако через несколько минут сигнал снова пропал. Проблемы удалось решить в тот же день.

## Информационные программы

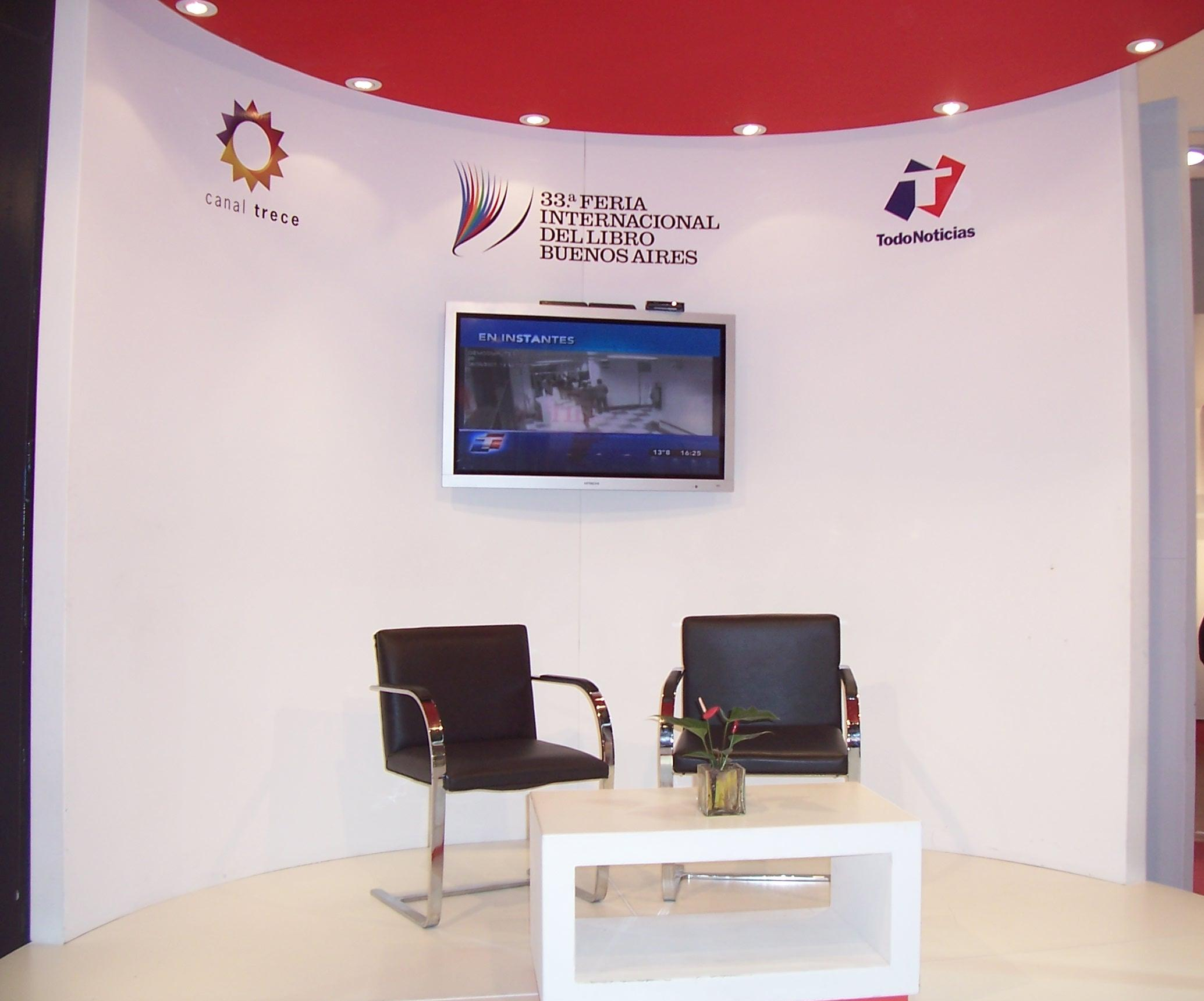
13-й канал и Todo Noticias — стенд на книжной ярмарке в Буэнос-Айресе.

### Выходят в настоящее время
- Tiempo del tiempo
- Arriba argentinos
- Notitrece
- Telenoche
- Síntesis

### Выходили ранее
- El noticiero de Santo
- Síntesis del Mediodía
- Noticias en 1 minuto
- Adelanto de Noticias
- Teledía 13
- Revista 13
- Canal 13 Informa
- Títulares 13
- Medianoche Aurora Grundig
- Edición Especial
- Redacción abierta
- Redacción de Guardia
- Noticias de Mañana
- Canal 13 Noticias
- Primera Hora
- Septima Edición
- Buenas Noches, Argentina
- Realidad 80-81-82-83-84-85-86-87-88-89
- Pinky y la noticia
- Actualidad en 24 horas
- Noticiero 13

### Журналистские расследования
- Periodismo para todos

### Игровое шоу
- A todo o nada

### Теленовеллы
- Антонелла (исп. «Antonella»), 1992
- Мануэла (исп. «Manuela»), 1991—1992
- Селеста (исп. «Celeste»), 1991
- Селеста, всегда Селеста (исп. «Celeste, siempre Celeste»), 1993
- Нано (исп. «Nano»), 1994
- Человек моря (исп. «Hombre de mare»), 1997
- Падре Корахе (исп. «Padre coraje»), 2004
- Ты — моя жизнь (исп. «Sos mi vida»), 2006—2007
- Отчаянные домохозяйки (исп. «Amas de casa desesperadas»), 2006—2007
- Семейство Фиеро (исп. «Son de fierro»), 2007
- Смелые (исп. «Valientes»), 2009—2010
- Тот, кто меня любит (исп. «Alguien que me quiera»), 2010
- Мерзавка (исп. «Malparida»), 2010—2011
- Наследники мести (исп. «Herederos de una venganza»), 2011—2012
- Уникальные (исп. «Los únicos»), 2011—2012
- Волк (исп. «Lobo»), 2012
- Ты — мой мужчина (исп. «Sos mi hombre»), 2012—2013
- Только ты (исп. «Solamente vos»), 2013—2014
- Лицемеры (исп. «Farsantes»), 2013—2014
- Мои вечные друзья (исп. «Mis amigos de siempre»), 2013—2014
- Красотки (исп. «Guapas»), 2014—2015
- Ночью и днем вместе с тобой (исп. «Noche y día, junto a vos»), 2014—2015
- Надежда моя (исп. «Esperanza mía»), 2015

## Корпоративный образ

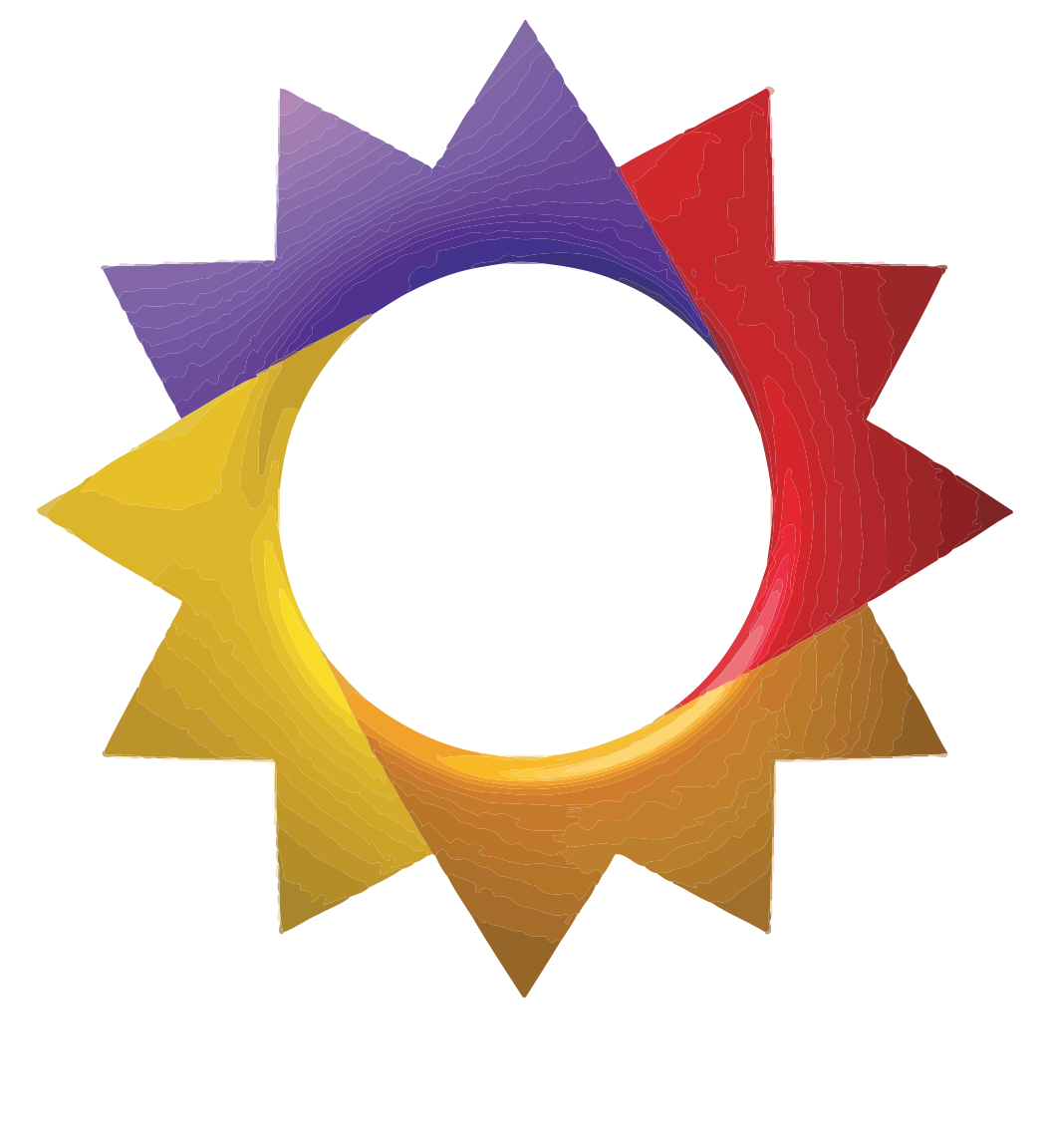
Логотип, который использовался с 1994 по 2008 год.

Текущий логотип «Канала 13», созданный 3 апреля 1994 года, состоит из 12-лучевого солнца, которое, в свою очередь, состоит из четырёх цветных элементов — фиолетового, красного, оранжевого и жёлтого — объединённых вокруг белого круга. Данный логотип был создан американской компанией C&G Partners, координирующей сферы коммуникаций и образа Artear.
Что касается коммерческого наименования, то до 2008 года использовались названия Canal 13 или Canal Trece.

## «Голоса канала»

### Работают в настоящее время
- Даниэль Руис (с 1974 года по настоящее время)
- Луис Фуксан (с 1980 года по настоящее время)
- Серхио Кирос (с 1997 года по настоящее время)
- Сесар Бенитес (с 2016 года по настоящее время)

### Предыдущие голоса
- Эдуардо Алабес (1974—2015)
- Рикардо Брабанте (1980—1989)
- Орасио Гальосо (1964—1990)
- Алехандро Сальгадо (1981—1990)
- Рикардо Хурадо (1989—1990)